# Fresach
Fresach je obec v Rakousku ve spolkové zemi Korutany v okrese Villach-venkov. Leží v Gurktalských Alpách u řeky Drávy, 25 km severozápadně od Villachu. K 1. 1. 2023 zde žilo 1 241 obyvatel, z toho většinu tvořili evangelíci.
K pamětihodnostem obce náleží Evangelické diecézní muzeum, k němuž patří i budova toleranční modlitebny z roku 1784.